# Apotropina taylori
Apotropina taylori är en tvåvingeart som först beskrevs av Malloch 1940.  Apotropina taylori ingår i släktet Apotropina och familjen fritflugor. Inga underarter finns listade i Catalogue of Life.